# Los Pinos, delstaten Mexiko
Los Pinos är en ort i Mexiko, tillhörande kommunen Almoloya de Alquisiras i den nordvästra delen av delstaten Mexiko, i den centrala delen av landet. Orten hade 420 invånare vid folkräkningen 2010.